# طاهر فاضلي (الهايي)
طاهر فاضلي (بالفارسية: سیدطاهر فاضلی) هي قرية وتقع في إيران في قسم الهايي الريفي. يقدر عدد سكانها بـ 147 نسمة .